# Доманешти (Сату Маре)
Доманешти (рум. Domănești) насеље је у Румунији у округу Сату Маре у општини Мофтину. Oпштина се налази на надморској висини од 113 m.

## Становништво
Према подацима из 2002. године у насељу је живело 1093 становника.

### Попис2002.
| Расподела становништва по националности 2002.‍ | Расподела становништва по националности 2002.‍ | Расподела становништва по националности 2002.‍ | Расподела становништва по националности 2002.‍ | Расподела становништва по националности 2002.‍ |
| --------------------------------------------- | --------------------------------------------- | --------------------------------------------- | --------------------------------------------- | --------------------------------------------- |
|                                               |                                               |                                               |                                               |                                               |
| Румуни                                        | Румуни                                        |                                               | 644                                           | 58,9%                                         |
| Мађари                                        | Мађари                                        |                                               | 401                                           | 36,7%                                         |
| Роми                                          | Роми                                          |                                               | 37                                            | 3,4%                                          |
| Украјинци                                     | Украјинци                                     |                                               | 5                                             | 0,5%                                          |
| Немци                                         | Немци                                         |                                               | 6                                             | 0,5%                                          |